# Hrabstwo Wabasha
Hrabstwo Wabasha leży w południowo-wschodnim krańcu stanu Minnesota. Zostało założone w roku 1849 i jest zamieszkiwane przez ok. 21,5 tys. osób. Stolicą hrabstwa jest miasteczko Wabasha.

## Sąsiednie hrabstwa
- Hrabstwo Pepin (północny wschód)
- Hrabstwo Buffalo (wschód)
- Hrabstwo Winona (południowy wschód)
- Hrabstwo Olmsted (południe)
- Hrabstwo Goodhue (północny zachód)

## Miejscowości
- Elgin
- Hammond
- Kellogg
- Lake City
- Mazeppa
- Millville
- Minneiska
- Plainview
- Wabasha
- Zumbro Falls
- South Troy (CDP)